# Operation Allied Provider
Die Operation Allied Provider war eine multinationale Marine-Mission der NATO zum Schutz von Schiffen des Welternährungsprogramms der Vereinten Nationen (englisch: United Nations World Food Programme – WFP), die von Oktober bis Dezember 2008 mit Kräften der Standing NATO Maritime Group 2 durchgeführt wurde.

## Geschichte

### Hintergrund
90 % der Nahrungsmittelhilfe der Vereinten Nationen für die Bevölkerung Somalias erreicht das Land auf dem Seeweg. Da diese Schiffe in der Vergangenheit mehrfach Ziel von Piratenangriffen waren, wurde die NATO am 25. September 2008 durch den Generalsekretär der Vereinten Nationen gebeten, bis zur Einsatzbereitschaft der EU-Mission NAVFOR Somalia (Operation Atalanta) Schiffe im Auftrag des WFP zu schützen.

### Operationsverlauf
Die Mission begann mit Eintreffen der ersten Schiffe im zugewiesenen Seegebiet und Übernahme der operationellen Aufgaben am 24. Oktober 2008. Erste Aufträge waren der Geleitschutz für ein Transportschiff im Auftrag der Afrikanischen Union (AU) am 25. Oktober und für ein Schiff des WFP am 26. Oktober 2008. Insgesamt wurde bis zum Ende der Mission am 12. Dezember 2008 achtmal Geleitschutz für Schiffe des WFP gestellt.
Siehe auch: EU Navfor Somalia – Operation Atalanta.

## Auftrag

### Mission
Schutz von Frachtern und anderen Schiffen des United Nations World Food Programme (WFP) im Golf von Aden.

### Rechtsgrundlage
Die Operation Allied Provider wurde auf Grundlage der Resolutionen des Sicherheitsrats der Vereinten Nationen 1814 (2008), 1816 (2008) und 1838 (2008) durchgeführt. Auf Basis dieser Resolutionen erfolgte der Antrag des Generalsekretärs der Vereinten Nationen vom 25. September 2008 an die NATO.

## Organisation

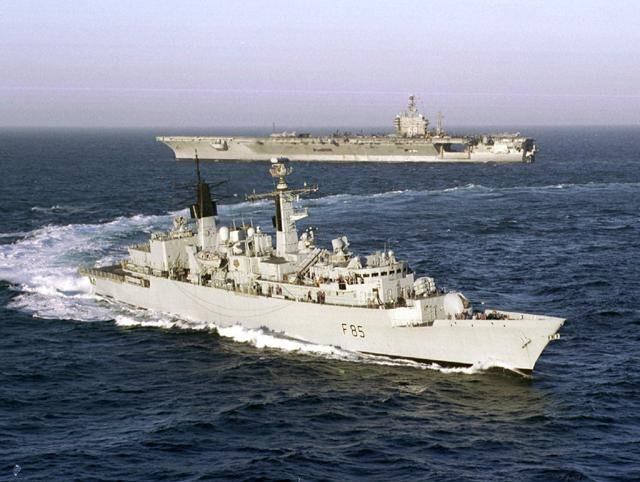
Die Cumberland

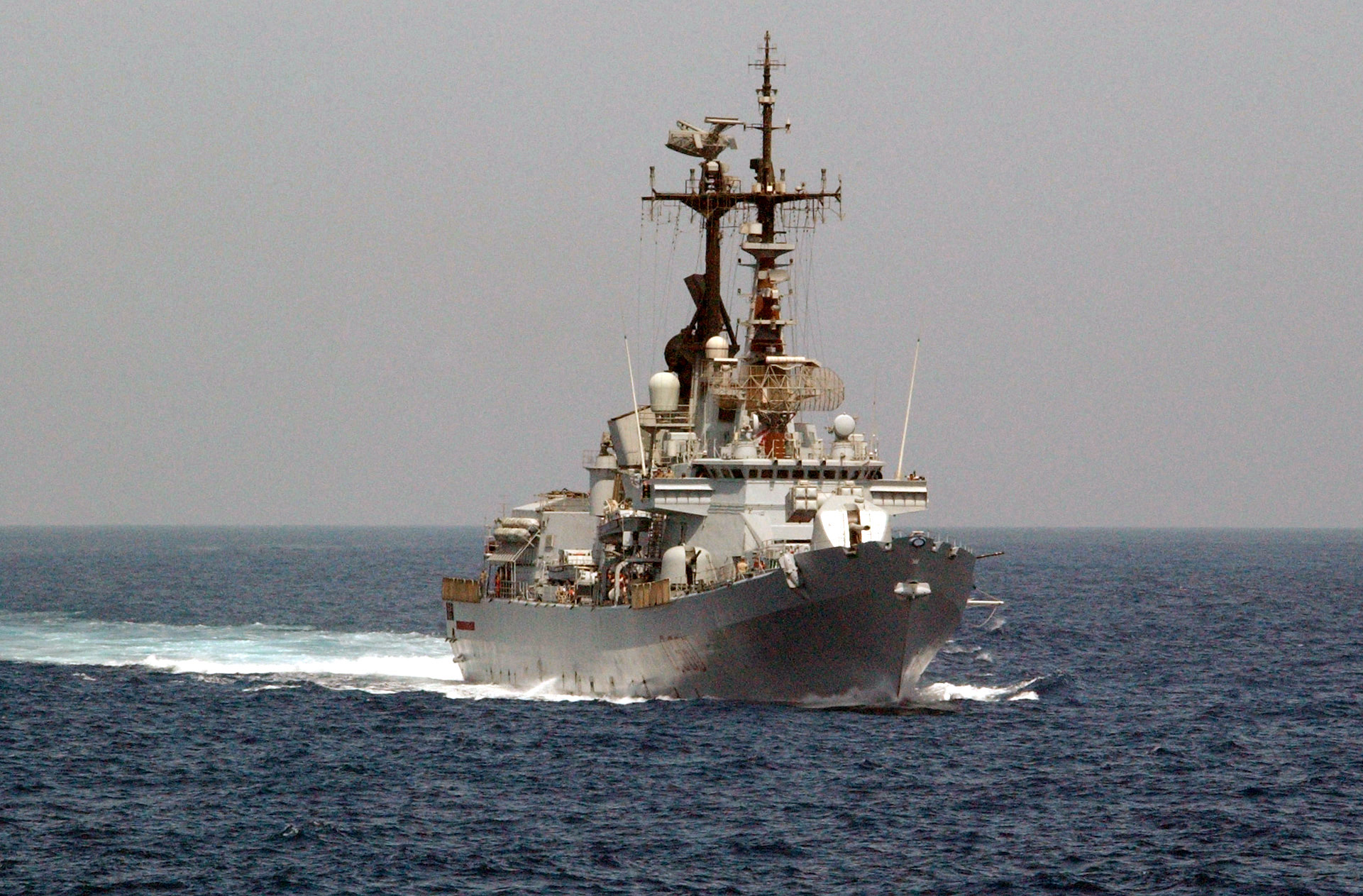
Durand de la Penne

### Beteiligte Kräfte
Die vier beteiligten Schiffe mit etwa 1.000 Soldaten wurden aus der Standing NATO Maritime Group 2, einem ständig bestehenden NATO-Flottenverband, bereitgestellt. Dieser befand sich zum Zeitpunkt des Antrags der Vereinten Nationen auf dem Weg in die Golf-Region.
Flaggschiff war der Zerstörer ITS Durand de la Penne (D 560) (zugleich Flaggschiff der SNMG 2) der italienischen Marine. Als Einsatzkräfte für Geleitschutz-Aufgaben standen die Fregatten Themistoklis (F 465) aus Griechenland, Gokova aus der Türkei und Cumberland der Marine des Vereinigten Königreichs zur Verfügung. Zusätzlich unterstützte die Fregatte De Ruyter der Marine der Niederlande. Sie stand jedoch nicht unter NATO-Kommando.

### Führung
Die Einsatzkräfte der Operation standen vor Ort unter dem Kommando des italienischen Konteradmirals Giovanni Gumiero auf der ITS Durand de la Penne. Geführt wurde die Operation durch das Allied Maritime Component Command Headquarters Naples (Neapel, Italien). Vorgesetztes Hauptquartier auf operativer Ebene war das Allied Joint Force Command Naples, die Führung auf militär-strategischer Ebene erfolgte durch das Supreme Headquarters Allied Powers Europe (SHAPE) in Mons, Belgien.
Zugleich musste die Koordination mit weiteren Kräften von NATO-Mitgliedsstaaten, die sich im Operationsgebiet befanden, und der WFP-Mission in Kenia sichergestellt werden.